# Barung Barung Balantai Selatan
Zuid Barung Barung Balantai is een bestuurslaag in het regentschap Zuid-Pesisir van de provincie West-Sumatra, Indonesië. Barung Barung Balantai Selatan telt 3314 inwoners (volkstelling 2010).